# Nymphon flindersi
Nymphon flindersi är en havsspindelart som beskrevs av Child, C.A. 1975. Nymphon flindersi ingår i släktet Nymphon och familjen Nymphonidae. Inga underarter finns listade i Catalogue of Life.